# Linea Honshi-Bisan
La  linea Honshi-Bisan (本四備讃線?, Honshi-Bisan sen) è linea a scartamento ridotto a doppio binario elettrificato gestita dalla JR West e collegante Kurashiki nella prefettura di Okayama con Utazu nella prefettura di Kagawa. Questa ferrovia, quindi, unisce l'isola dello Shikoku allo Honshū attraverso una serie di ponti sospesi (fra cui il grande ponte di Seto), diventando l'unico collegamento ferroviario fra le due isole, e fa parte del servizio della linea Seto-Ōhashi. La linea è utilizzata anche da treni merci.

## Stazioni
| Stazione                         | Giapponese | Distanza | Collegamenti | Posizione    | Posizione |
| -------------------------------- | ---------- | -------- | ------------ | ------------ | --------- |
| Chayamachi                       | 茶屋町     | 0.0      | Linea Uno    | Kurashiki    | Okayama   |
| Uematsu                          | 植松       | 2.9      |              | Okayama      | Okayama   |
| Kimi                             | 木見       | 5.6      |              | Kurashiki    | Okayama   |
| Kaminochō                        | 上の町     | 9.7      |              | Kurashiki    | Okayama   |
| Kojima                           | 児島       | 12.9     |              | Kurashiki    | Okayama   |
| Confine fra JR West e JR Shikoku |            |          |              |              |           |
| Utazu                            | 宇多津     | 31.0     | Linea Yosan  | Utazu Ayauta | Kagawa    |